# Racerbane (legetøj)
En legetøjs-racerbane er en racerbane udformet som legetøj, hvor en eller flere biler kører i et spor, og får strøm ved at noget fra bilen slæber hen af banen, og samler strøm op til el-motoren.